# Psychoda malleola
Psychoda malleola és una espècie d'insecte dípter pertanyent a la família dels psicòdids.

## Descripció
- La placa subgenital és quadrada i presenta petits lòbuls apicals.
- Les antenes tenen 16 segments (els núms. 14 i 15 es troben parcialment fusionats).[6]

## Distribució geogràfica
Es troba a Malàisia, Borneo, les illes Filipines (Luzon, Negros i Mindanao), les illes Ryukyu i Àfrica.